# Willy De Geest
Willy De Geest (Gent, 8 januari 1947) is een voormalig Belgisch wielrenner, die professioneel actief was van 1968 tot 1982. Hij behaalde in zijn loopbaan 16 overwinningen.
Zijn belangrijkste overwinningen waren een tweetal ritten in Ronde van Zwitserland, één in 1973 en één 1977. De Geest behaalde ook twee nationale titels op de baan, telkens een wedstrijd achter de derny. In 1968 won hij de titel bij de liefhebbers, in 1981 bij de beroepsrenners. In 1980 won hij de GP van Wallonië.
Willy De Geest is de grootvader van de wielrenner Fabio Van Den Bossche.

## Resultaten in voornaamste wedstrijden
| Jaar | Milaan-San Remo | Gent-Wevelgem | Ronde van Vlaanderen | Parijs-Roubaix | Amstel Gold Race | Luik-Bast.‑Luik | Ronde van Lombardije | Brabantse Pijl | Omloop Het Volk |
| ---- | --------------- | ------------- | -------------------- | -------------- | ---------------- | --------------- | -------------------- | -------------- | --------------- |
| 1969 |                 | 30e           | 19e                  |                |                  |                 |                      |                |                 |
| 1970 | 88e             |               | 17e                  |                |                  |                 |                      | 7e             |                 |
| 1971 |                 | 26e           | 39e                  |                | 14e              | 13e             |                      |                |                 |
| 1972 | 29e             | 35e           | 4e                   |                | ↑                | 32e             | 8e                   |                | 4e              |
| 1973 | 18e             |               | 4e                   |                |                  |                 | 14e                  | 7e             | 14e             |
| 1974 | 26e             | 11e           | 20e                  | 16e            | 11e              | 25e             |                      | 6e             |                 |
| 1975 | 32e             | 25e           | 20e                  | 19e            |                  | 12e             |                      |                | 16e             |
| 1977 | 110e            |               |                      | 17e            | 23e              |                 |                      |                |                 |
| 1978 | 71e             | 24e           |                      |                |                  |                 |                      |                |                 |
| 1979 | 95e             | 36e           |                      |                |                  |                 |                      |                |                 |
| 1980 |                 | 29e           |                      |                |                  |                 |                      |                |                 |
| 1981 |                 |               | 42e                  |                |                  |                 |                      |                |                 |